# Unsepttrium
L'unsepttrium est un élément chimique encore hypothétique, un eka-superactinide superlourd. Son numéro atomique serait 173, et son symbole Ust.
S'il existait, il serait le premier élément de la dixième période et le premier eka-superactinide (littéralement, en-dessous des superactinides dans le tableau périodique). De nombreux scientifiques pensent que si le modèle de Bohr est correct, alors l'élément 173 serait le dernier élément du tableau périodique. L'équation[Laquelle ?] montre en effet qu'un atome ne peut pas avoir plus de 173 protons.

## Sources
- Cet article est partiellement ou en totalité issu de la page « Unsepttrium » de wikia.com, le texte ayant été placé par l’auteur ou le responsable de publication sous la licence Creative Commons paternité partage à l'identique ou une licence compatible. (voir la liste des auteurs)